# Особняк В. Э. Бранта
Особняк В. Э. Бранта (улица Куйбышева (Большая Дворянская ул.), д. № 4) — памятник архитектуры в стиле модерн в Санкт-Петербурге.
Особняк построен в 1909—1910 годах по проекту архитектора Роберта-Фридриха Мельцера для петербургского предпринимателя Василия Эммануиловича Бранта. Здание богато украшено кованными элементами, горельефами, витражами. Над витражами работал в том числе и  К. С. Петров-Водкин.
После 1917 года в особняке располагался детский интернат № 14. В 1918 году часть здание была отдана в распоряжение комиссара городского хозяйства Петроградской трудовой коммуны М. И. Калинина. Здесь же жили Л. М. Михайлов-Политикус, И. Е. Котляков, М. М. Вольберг, Г. Е. Зиновьев. Позже в здании, помимо жилых помещений, располагались: Ленинградское государственное издательство, хозяйство № 31 Треста коммунальных домов. В 1929 году особняк заняла поликлиника желудочно-кишечных заболеваний, а далее НИИ общественного питания. После С. М. Кирова в 1937 году сотрудники института были репрессированы, а сам он — ликвидирован. Здание занимали Комиссии партийного контроля при ЦК ВКП(б), обком и горком ВЛКСМ Ленинграда
В 1957 году здание вместе с соседним особняком Кшесинской было отдано под филиала Музея Великой Октябрьской социалистической революции. Здание было перестроено по проекту архитектора Н. Н. Надёжина: было обустроены залы под экспозицию и пристроен новый корпус-вестибюль.
На данный момент в здании располагается Музей политической истории России.
Особняк можно видеть в некоторых сценах фильмов про Шерлока Холмса и в фильме «Мастер и Маргарита».